# Fédora
Pour les articles homonymes, voir Fedora (homonymie).

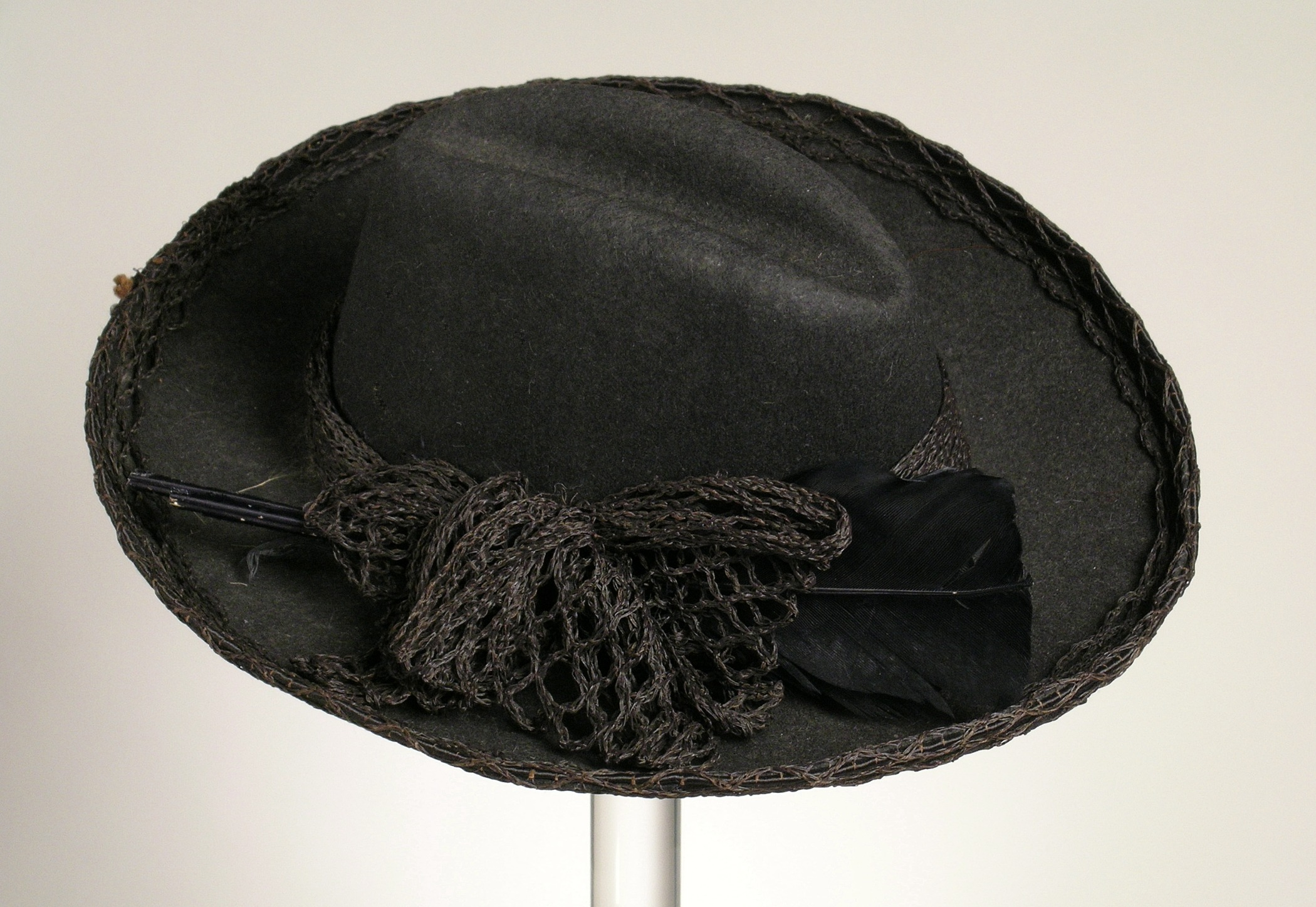
Fédora féminin (1896), musée d'Art du comté de Los Angeles.

Le fédora est un chapeau de feutre à large bord comportant un modèle particulier de calotte. C'est un célèbre modèle de chapeau classique.

## Étymologie
Le nom « fédora » provient du chapeau que portait Sarah Bernhardt lorsqu'elle interprétait l'héroïne de la pièce Fédora de Victorien Sardou.

## Histoire
Le fédora est célèbre pour avoir été porté par Humphrey Bogart dans le film Casablanca, par Alain Delon et Jean-Paul Belmondo dans le film Borsalino, par Harrison Ford dans la série de films Indiana Jones, par Michael Jackson pour interpréter Billie Jean, ou encore par Olrik dans les Aventures de Blake et Mortimer en bande dessinée.
Le fédora est souvent désigné — abusivement — par le nom borsalino, alors que Giuseppe Borsalino est simplement un fabricant de chapeaux dont les modèles fédora sont réputés.

Deux fédoras créés par Borsalino
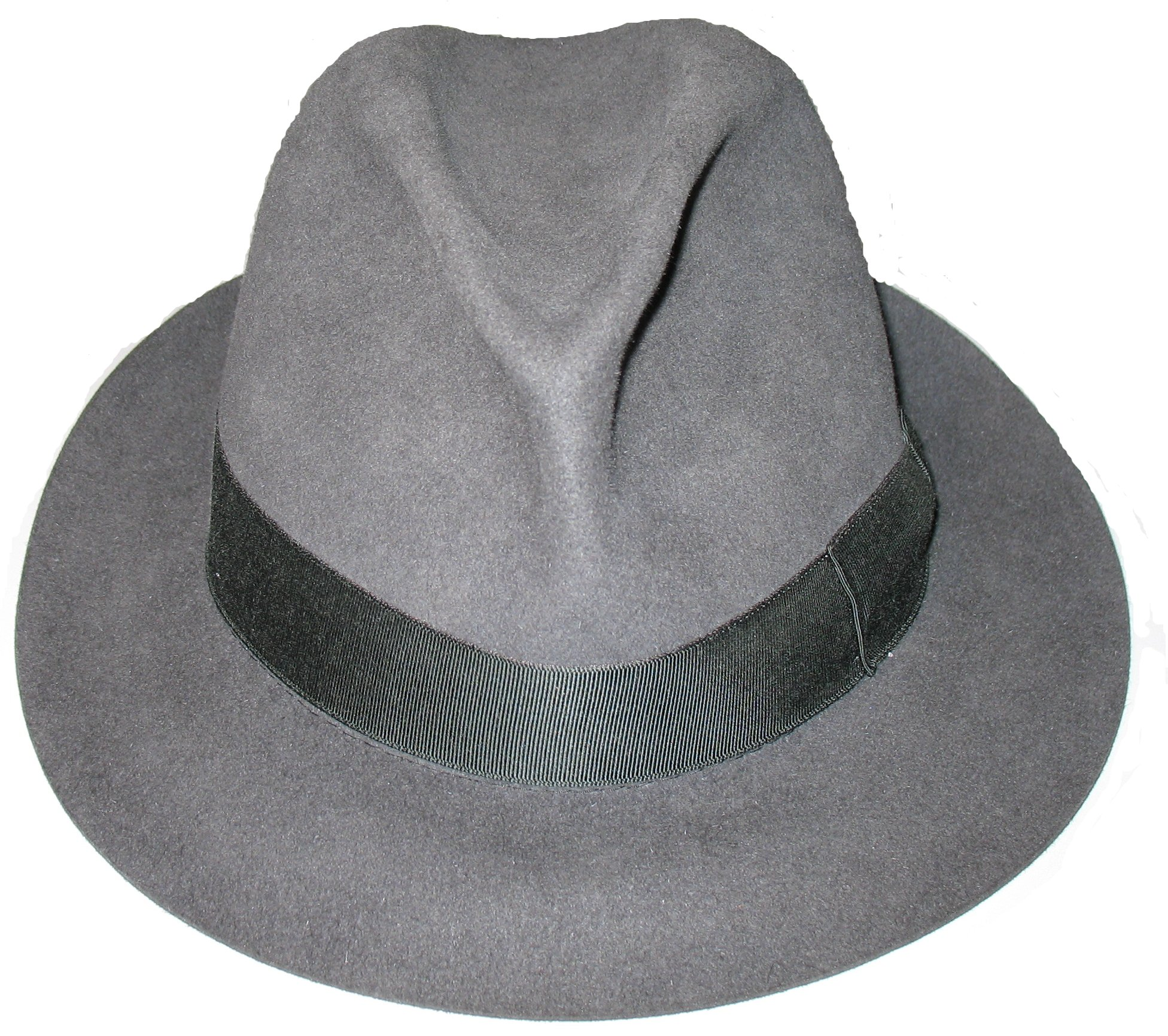
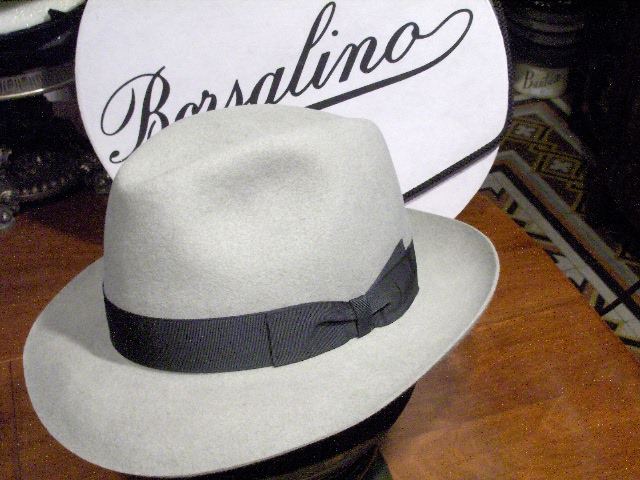

## Fabrication

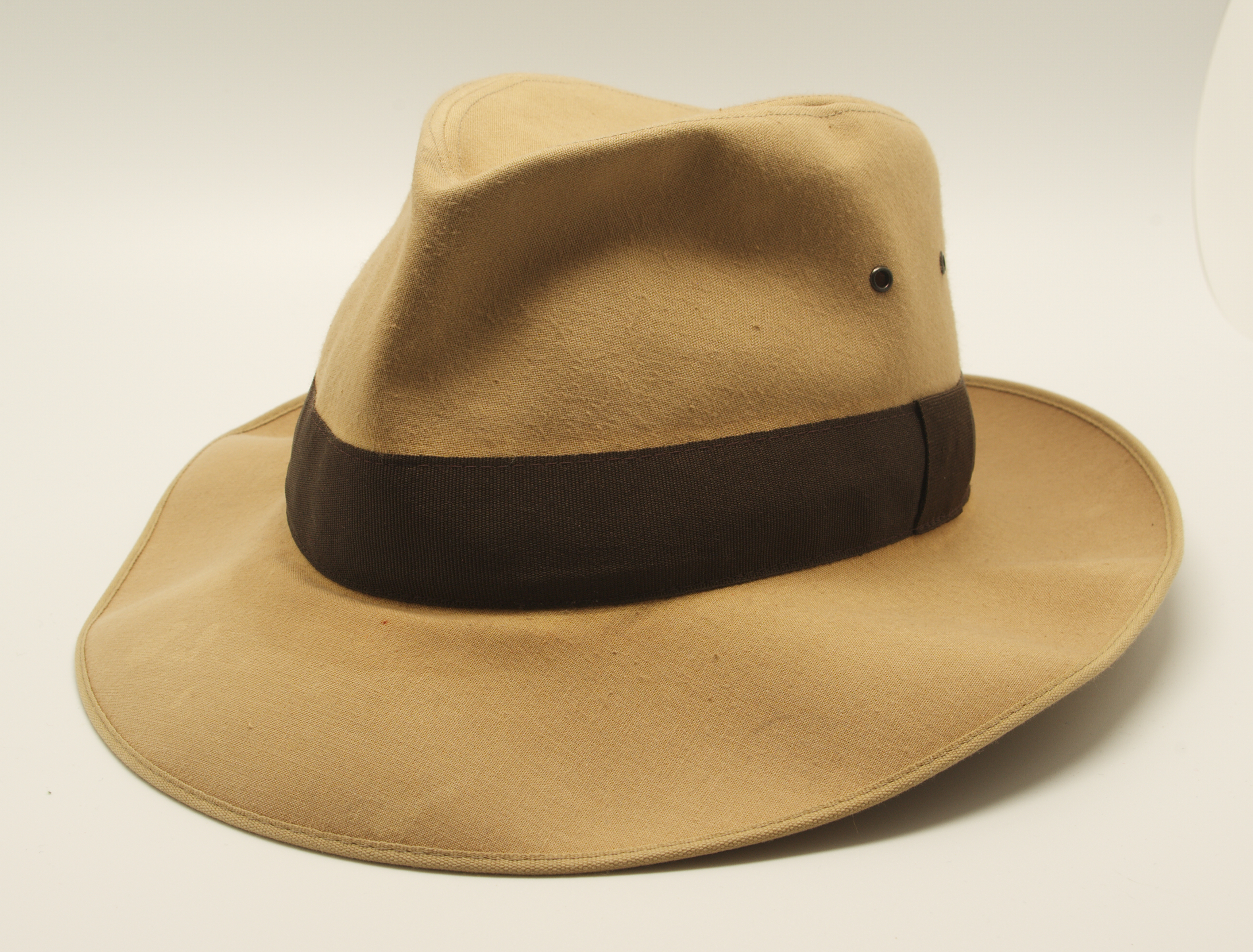
Un fédora Indiana Jones.

Il est généralement en feutre de poils de lapin, mais peut également être en poils de daim, ou en laine pour les produits d'entrée de gamme.

## Port du fédora
Le bord du fédora classique est généralement rabattu à l'avant, voire sur le côté, mais toujours légèrement plié vers le haut à l'arrière de la tête. C'est la principale différence qui le distingue du fédora dit « Indiana Jones » (du personnage des films de la franchise), dont le bord est uniformément abaissé sur tout le pourtour de la tête.